# Gensac-sur-Garonne
Gensac-sur-Garonne é uma comuna francesa na região administrativa da Occitânia, no departamento do Alto Garona. Estende-se por uma área de 10.14 km², com 445 habitantes, segundo o censo de 2018, com uma densidade de 44 hab/km².